# Bašan

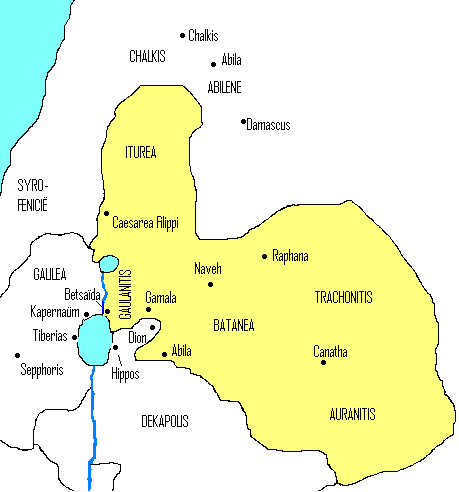
Le quattro regioni del Basan (Batanea, Gaulantide, Traconitide e Auranitide) e l'Iturea nel I secolo

Bašan (in ebraico הַבָּשָׁן‎?, ha-bašan, terreno chiaro) è un territorio citato ripetutamente nella Bibbia, proverbiale per i ricchi pascoli e le folte foreste. Esso si trovava a oriente del fiume Giordano fra il Galaad a sud e il monte Ermon a nord. Prima dell'ingresso degli israeliti in Canaan era un regno, governato dal re Og.
Dopo l'esilio babilonese il Bašan fu ripartito in quattro regioni:
- La Gaulantide, o Golan, la parte più occidentale.
- La Batanea, oggi Al-Bathaniya, ai piedi del Golan.
- L'Auranitide, o Hauran[1]
- La Traconitide, oggi Al-Lajat

Non è del tutto chiaro se l'Argob, una parte del Bašan citata nel terzo capitolo del Deuteronomio, debba essere identificata con la Traconitide. A parte la Traconitide, tutto il resto del Bašan è un territorio fertile e arabile composto da un terreno di origine vulcanica.
Le principali città citate nell'Antico Testamento sono Aštaroth, Edrei, Golan e Salchah. Nel 106 Traiano creò la provincia romana dell'Arabia, in cui incorporò anche il regno nabateo e ne pose la capitale a Bostra (Bozrah), una città dell'Auranitide, che divenne per alcuni secoli un importante centro commerciale.